# Willi Münzenberg
Willi Münzenberg, właśc. Wilhelm Münzenberg (ur. 14 sierpnia 1889 w Erfurcie, zm. 21 lub 22 czerwca 1940 w Le Caugnet koło Saint-Marcellin) – niemiecki komunista, polityk Komunistycznej Partii Niemiec (niem. Kommunistische Partei Deutschlands, KPD), członek Reichstagu w latach 1924–1933. Czołowy propagandysta KPD w okresie Republiki Weimarskiej i organizator prasy komunistycznej na terenie Niemiec; wydawca i producent filmowy.
Z polecenia Włodzimierza Lenina zorganizował Międzynarodową Pomoc Robotniczą (niem. Internationale Arbeiterhilfe) dla obywateli ZSRR cierpiących głód (klęska głodu 1921–1923). Na potrzeby Pomocy oraz partyjnej działalności propagandowej stworzył ogromny koncern mediowy – drugie co do wielkości przedsiębiorstwo tego typu w Republice Weimarskiej, wydające wielkonakładowe gazety „Die Welt am Abend” i „Arbeiter Illustrierte Zeitung” (AIZ). Dla swojej działalności Münzenberg zdobył poparcie wielu intelektualistów i artystów, m.in. Käthe Kollwitz, Alberta Einsteina czy Henriego Barbusse’a.
Po pożarze Reichstagu uniknął aresztowania, wyjeżdżając z Niemiec. Na emigracji angażował się w organizację ruchu antyfaszystowskiego i kontynuował swoją pracę wydawniczą, zakładając wydawnictwa Editions du Carrefour i Sebastian Brant-Verlag. Współzałożyciel wielu niemieckojęzycznych czasopism za granicą, m.in. „Der Gegen-Angriff”. Od 1935 współinicjator niemieckiego Frontu Ludowego (niem. Volksfront) przy zaangażowaniu socjaldemokratów, pomimo sprzeciwu Kominternu. W obawie przed tzw. wielką czystką Józefa Stalina unikał podróży do Moskwy od 1936. W 1938 założył pismo „Die Zukunft”. Zmarł we Francji w niewyjaśnionych okolicznościach.

## Życiorys
Münzenberg był synem wiejskiego oberżysty Friedricha Münzenberga i jego żony Luise. W latach 1903–1904 z przerwami uczęszczał do jednoklasowej szkoły wiejskiej we Friemarze i Eberstädt (koło Gothy), a następnie do szkoły ludowej w Gocie. W latach 1904–1910 pracował w erfurckiej fabryce obuwia Lingel.

### Młodzieżówki lewicowe

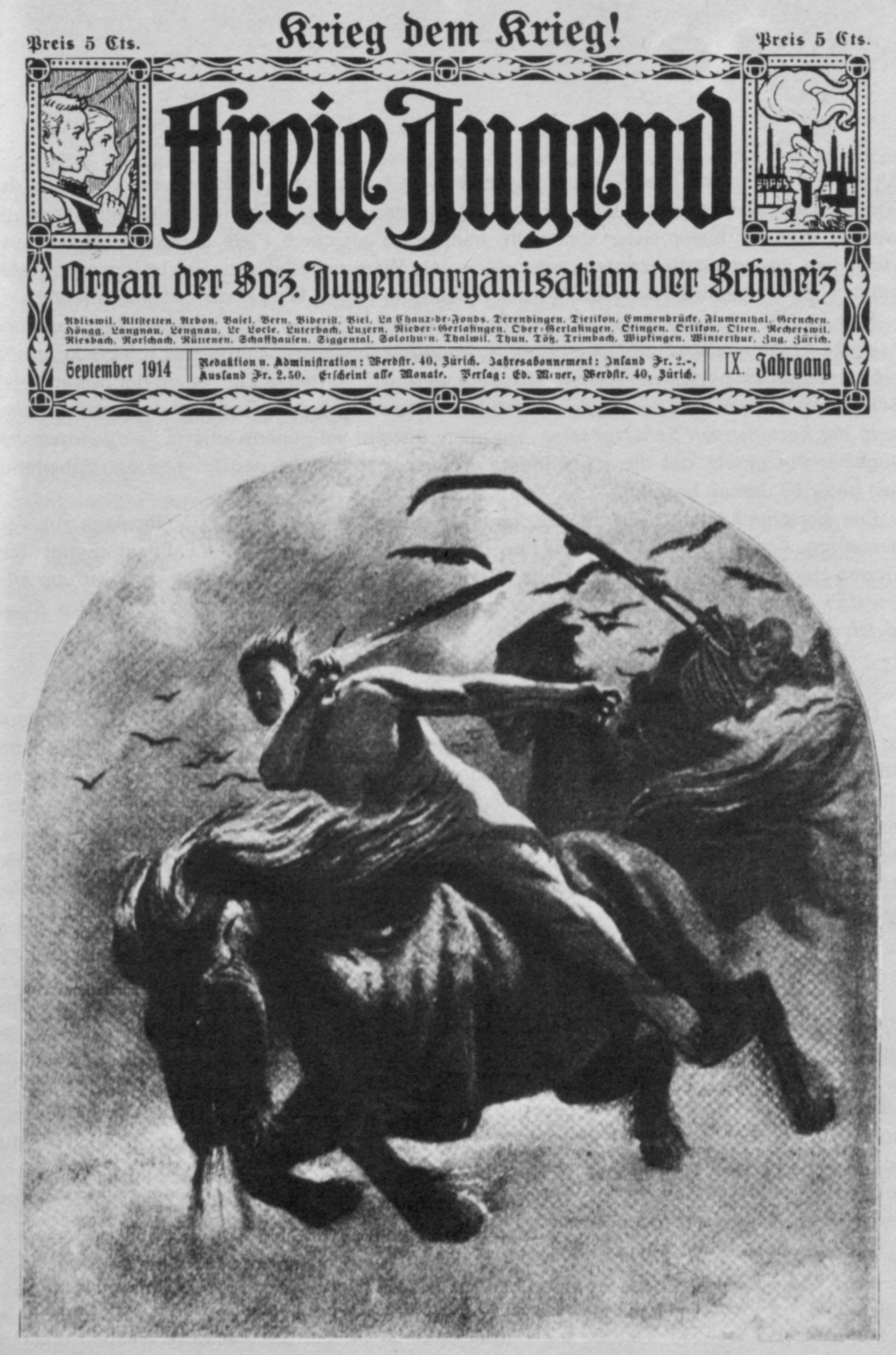
Strona tytułowa miesięcznika „Die freie Jugend” redagowanego przez Münzenberga

W 1906 Münzenberg wstąpił do socjaldemokratycznej młodzieżówki Propaganda, która zimą 1906–1907 dołączyła do Niemieckiego Stowarzyszenia Wolnych Organizacji Młodzieżowych (niem. Vereinigung der freien Jugendorganisationen Deutschlands). W 1907 został przewodniczącym jednej z grup lokalnych. W 1908 uczestniczył w kongresie młodzieżówki socjalistycznej w Berlinie, przez co stracił pracę.
Na przełomie 1909 i 1910 opuścił Erfurt i udał się do Szwajcarii. Od sierpnia 1913 do końca 1913 pracował jako pomocnik w aptece w Zurychu. Tam wstąpił do jednej z grup młodzieżówki socjalistycznej. W lipcu 1912 został członkiem zarządu centralnego młodzieżówki socjalistycznej oraz redaktorem miesięcznika „Die freie Jugend”.
Podczas I wojny światowej kierował sekretariatem międzynarodowej młodzieżówki w Bernie, gdzie poznał Włodzimierza Lenina. W 1914 spotkał się także z Trockim i Karolem Radkiem. Jako przedstawiciel młodzieżówki brał udział w międzynarodowej konferencji w Kienthal (24–26 kwietnia 1916), w której uczestniczyli nastawieni krytycznie do wojny przedstawiciele partii socjaldemokratycznych. W 1917 został aresztowany za udział w demonstracji i spędził pięć miesięcy w więzieniu. W maju 1918 został ponownie aresztowany. W listopadzie 1918 został wydalony ze Szwajcarii jako „niechciany obcokrajowiec” (niem. missliebiger Ausländer) i „sympatyk rewolucji październikowej” (niem. Anhänger der Oktoberrevolution). W Stuttgarcie przyłączył się do organizacji Związku Spartakusa (niem. Spartakusbund). W 1919 został wybrany na przewodniczącego młodzieżówki międzynarodówki komunistycznej. Wiele podróżował, m.in. do Austrii, Szwecji i Danii, gdzie nawiązywał kontakty z tamtejszymi komunistami. W 1920 na zaproszenie Radka brał udział w kongresie Kominternu w Moskwie. W 1921 powtórnie pojechał do Moskwy na trzeci kongres Kominternu.

### Działalność pomocowa
W 1921 dwadzieścia milionów obywateli RFSRR zostało dotkniętych przez klęskę głodu. Na prośbę Lenina Münzenberg zaczął organizować Międzynarodową Pomoc Robotniczą (niem. Internationale Arbeiterhilfe), pozyskując dla sprawy nie tylko organizacje lewicowe, ale także wielu intelektualistów i artystów: Käthe Kollwitz, Alberta Einsteina, George’s Grosza, Arthura Holitschera, Maximiliana Hardena, Heinricha Vogelera, Aleksandra Moisiu, Anatole’a France’a czy Henriego Barbusse’a (tzw. fellow travellers). W krótkim czasie Münzenberg zorganizował transporty z żywnością.
Działalność pomocowa wspierana była przez akcje propagandowe nakierowane na ofiarodawców, rozbudzając w nich zainteresowanie RFSRR. Käthe Kollwitz zaprojektowała plakat wzywający do pomocy głodującym, który stał się symbolem Pomocy Robotniczej.
Ponadto Münzenberg angażował Pomoc w bezpośrednią działalność gospodarczą w RFSRR – dzięki wsparciu finansowemu z zachodu zakładał fabryki i budował mieszkania. W 1922 jako delegat Pomocy Münzenberg wziął udział w czwartym światowym kongresie Kominternu.
Po 1922, kiedy klęskę głodu udało się opanować, Münzenberg spotęgował swoje zaangażowanie w budowę radzieckiej gospodarki. W tym celu powołał do życia przedsiębiorstwo Aufbau Industrie und Handels AG, w skrócie Aufbau (pol. odbudowa), które obok zakupu i dystrybucji sowieckich filmów, emitowało akcje i obligacje, by zapewnić kredyt dla rządu sowieckiego.

### Poglądy na temat propagandy
O propagandzie socjalistycznej Münzenberg wypowiadał się, że: 

W przeciwieństwie do tego z jak niską oceną słowo propaganda spotyka się wśród grup burżuazyjnych, w terminologii socjalistycznej oznacza ono coś wielkiego, cennego, duchowego, naukowego.

 Według Münzenberga propaganda była instrumentem przekazu naukowych teorii podstaw socjalizmu – agitacja zaś odnosiła się do kampanii wokół konkretnych spraw.

### Koncern Münzenberga
Na potrzeby działalności pomocowej i propagandowej Münzenberg stworzył ogromny koncern mediowy (tzw. Münzenberg-Konzern) – drugie co do wielkości przedsiębiorstwo tego typu w Republice Weimarskiej, po koncernie Alfreda Hugenberga, przez co nazywany był Czerwonym Hugenbergiem (niem. Roter Hugenberg).
Na potrzeby Pomocy założył najpierw w 1921 wydawnictwo Kosmos-Verlag GmbH, a następnie w 1924 zakupił od Feliksa Hallego wydawnictwo Neuer Deutscher Verlag, w którym zaczął ukazywać się tygodnik „Illustrierte Sowjetrußland im Bild”, przekształcony w 1926 w „Arbeiter Illustrierte Zeitung” (AIZ). W piśmie zamieszczano reportaże i zdjęcia dokumentujące życie robotników na całym świecie. Wkrótce nakład magazynu przewyższył pół miliona egzemplarzy. Münzenberg wydawał również „Welt am Abend” (przejęty w 1926), „Berlin am Morgen” (od 1931), „Neue Montags-Zeitung”, „Unsere Zeit” (do 1933 „Der Rote Aufbau”), „Der Weg der Frau” (od 1931) oraz pismo satyryczne „Eulenspiegel” (założone m.in. przez Heinricha Zillego w 1928). Ponadto w skład koncernu Münzenberga wchodził klub książki „Universum-Bücherei für alle” – wydawnictwo publikujące oprócz tekstów autorów komunistycznych również prace pisarzy lewicujących, m.in. Egona Erwina Kischa, Kurta Tucholsky’ego, a także socjalizujących klasyków z zagranicy: Sinclaira Lewisa, Uptona Sinclaira i Jaroslava Haška.
W 1926 Münzenberg założył Prometheus Film GmbH, by rozprowadzać i wyświetlać sowieckie filmy na terenie Niemiec, m.in. sprowadzono film Siergieja Eisentsteina Pancernik Potiomkin (1925). W 1927 powołał do życia Weltfilm GmbH, którego zadaniem była produkcja i dystrybucja (poprzez partyjne kanały KPD) filmów propagandowych adresowanych do robotników.
W 1929 Münzenberg zorganizował w Brukseli kongres przeciwko kolonializmowi i imperializmowi, w którym uczestniczył m.in. Nehru.

### KongresDas Freie Wort
Po dojściu nazistów do władzy, 19 lutego 1933 Münzenberg wraz z socjaldemokratami zorganizował kongres Das Freie Wort (pol. „wolne słowo”) w berlińskiej operze Krolla. W kongresie udział wzięło 900 intelektualistów m.in. Carl von Ossietzky, Rudolf Olden, Ferdinand Tönnies, Wolfgang Heine, Otto Lehmann-Rußbüldt, Georg Bernhard, Max Baurer, Käthe Kollwitz, Kurt Grossmann, Albert Einstein, a także Heinrich i Thomas Mann. Publicysta Erich Everth wygłosił płomienne przemówienie na temat obrony wolności prasy. Uczestnicy kongresu podpisali manifest Das Freie Wort zredagowany przez Münzenberga.
Jeszcze w trakcie obrad, po wystąpieniu Tönniesa na temat wolności nauczania i wolności wypowiedzi (niem. Über Lehr- und Redefreiheit), interweniowały siły porządkowe, które nakazały zebranym opuszczenie sali, a kongres ogłoszono za zakończony.

### Emigracja

#### Pożar Reichstagu
W nocy z 27 na 28 lutego 1933 spłonął gmachu parlamentu Rzeszy (niem. Reichstagsgebäude) w Berlinie, który został najprawdopodobniej podpalony. Jeszcze tej samej nocy naziści uderzyli w opozycję polityczną, nakłaniając prezydenta Rzeszy Paula von Hindenburga do podpisania tzw. Reichstagsbrandverordnung, rozporządzenia „O ochronie narodu i państwa” (niem. Verordnung zum Schutz von Volk und Staat), które znosiło podstawowe prawa obywatelskie zawarte w konstytucji Republiki Weimarskiej z 1919 (niem. Die Verfassung des Deutschen Reiches lub też Weimarer Reichsverfassung), sankcjonując prawnie prześladowanie opozycji politycznej NSDAP przez policję i jej oddziały pomocnicze SA.
O podpalenie oskarżono holenderskiego komunistę Marinusa van der Lubbego, ujętego na miejscu zdarzenia oraz prominentnych działaczy partii komunistycznej, Ernsta Torglera (przewodniczącego frakcji KPD w Reichstagu) oraz bułgarskich działaczy Kominternu, Georgiego Dimitrowa (późniejszego sekretarza generalnego Kominternu, a po II wojnie światowej komunistycznego premiera Bułgarii), Błagoja Popowa i Wassila Tanewa. Oskarżenie próbowało przedstawić podpalenie jako sygnał dla komunistycznych wystąpień zbrojnych przeciwko państwu niemieckiemu. 28 lutego 1933, na mocy zarządzenia wyjątkowego aresztowano komunistycznych posłów do Reichstagu: Fritza Emmericha, Ottomara Geschke, Williego Kaspera, Ernsta Schöllera i Waltera Stoeckera; pisarzy: Ericha Mühsama, Ludwiga Renna, Egona Erwina Kischa i Maxa Hodanna oraz innych intelektualistów, m.in. Carla von Ossietzky’ego, Ericha Barona, Felixa Rosenheima i prawników: Hansa Littena i Felixa Hallego. Münzenberg zdołał zbiec przed grożącym mu aresztowaniem za granicę – do Paryża, gdzie dzięki wstawiennictwu Henri Barbusse’a otrzymał azyl polityczny. W 1933 został pozbawiony obywatelstwa niemieckiego. Z Niemiec zbiegli również jego współpracownicy: Babette Gross (partnerka życiowa Münzenberga), Hans Schulz (osobisty sekretarz), Arthur Koestler, Gustav Regler i Otto Katz.
Przybywający na emigracji Münzenberg opracował m.in. wraz z Otto Katzem zbiór materiałów, wydanych w Paryżu w 1933 jako tzw. Brunatna Księga (niem. Braunbuch über Reichstagsbrand und Hitler-Terror, w skrócie Braunbuch). Autorzy księgi zgadzali się z nazistami, że podpalenia dokonał van der Lubbe, jednak uważali, że nie działał on w pojedynkę. Utrzymywali, że van der Lubbe wraz ze swoimi wspólnikami dostał się do gmachu Reichstagu poprzez podziemny tunel łączący parlament z pałacem prezydenta Reichstagu, którym wówczas był Göring. W podpaleniu mieli wziąć udział członkowie NSDAP i dowódcy SA Karl Ernst, Wolf-Heinrich von Helldorf i Edmund Heines oraz Paul Schulz, były dowódca Freikorps, o czym miał poinformować Karl Ernst. Ponadto sugerowali, że van der Lubbe pozostawał w intymnej relacji z przywódcą SA Ernstem Röhmem. Chociaż homoseksualizm van der Lubbego nigdy nie został potwierdzony, wątek ten został podjęty w trakcie procesu w Lipsku.
Jeszcze we wrześniu 1933, przy udziale Münzenberga i niemieckich komunistów na wygnaniu, powołano w Londynie do życia międzynarodową komisję śledczą pod przewodnictwem Denisa Nowella Pritta, która miała wyjaśnić okoliczności pożaru Reichstagu. W skład komisji weszli: Vincent de Moro-Giafferi (francuski prawnik), Betsy Bakker-Nort (holenderska prawnik i polityk), Piet Vermeylen (belgijski prawnik i polityk), George Branting (szwedzki prawnik), Arthur Garfield Hays (amerykański prawnik i publicysta), Valdemar Hvidt (duński prawnik) oraz Gaston Bergery (francuski wydawca prasowy). Powołano również podkomisję, która miała zbadać przeszłość van der Lubbego w Holandii.

#### Prasa komunistyczna po pożarze Reichstagu
Bezpośrednio po pożarze, NSDAP komentowało, że był to „sygnał do krwawych rozruchów i wojny domowej”. 28 lutego 1933, w noc pożaru Reichstagu, Göring, sprawujący wówczas funkcję komisarycznego ministra spraw wewnętrznych Prus, wprowadził zakaz wydawania prasy komunistycznej i socjaldemokratycznej. Zamknięto 200 gazet socjaldemokratycznych i 35 komunistycznych o łącznym nakładzie dwóch milionów egzemplarzy. Wszystkie tytuły wydawane przez Pomoc zostały wstrzymane, a sama działalność wydawnicza Pomocy zakazana.
AIZ oraz „Unsere Zeit” zaczęto wydawać zagranicą. AIZ wydano ponownie w kwietniu 1933 dzięki wydawnictwu prasowemu Joseph Wildner. W numerze zamieszczono m.in. reportaż Egona Erwina Kischa In den Kasamatten von Spandau. Pismo „Unsere Zeit” ukazało się 1 kwietnia 1933 (nr 7/1933) najpierw w Bazylei a później w Paryżu (np. nr 15/1933). Następnie od 15 września 1933 wydawano w Pradze pismo „Der Gegen-Angriff”.

#### Ruch antyfaszystowski
Z inicjatywy Münzenberga oraz licznych intelektualistów, m.in. Clary Zetkin, Herniego Barbusse i Johna Dos Passosa przy centralnym komitecie Pomocy powołano do życia Niemiecki Komitet Pomocowy (niem. Deutsches Hilfskomitee). Zadaniem komitetu było rozpowszechnianie informacji o ofiarach nazizmu, organizacja zebrań i demonstracji w ich obronie, a także aktywne poparcie walki rewolucyjnej niemieckiej klasy robotniczej. Komitet dysponował adresem kontaktowym w Amsterdamie (Elandstraat 33).
Münzenberg odkupił od Pierre’a Leviego wydawnictwo Editions du Carrefour, które działając pod egidą Kominternu opublikowało w 1934 m.in. zabronione w Niemczech teksty Kischa oraz pierwszą Brunatną Księgę. Do 1937 w wydawnictwie ukazało się ok. 50 publikacji w jęz. niemieckim.
W 1935 Münzenberg udał się do Moskwy, gdzie działalność Pomocy Robotniczej zaczynała być postrzegana jako zagrożenie. Münzenberg zaczął się bardziej angażować w sprawy niemieckiego Frontu Ludowego, którego był współinicjatorem oraz Światowego Zgromadzenia na Rzecz Pokoju (ang. World Assembly for Peace), obradującego w dniach 7-8 września 1936 w Brukseli. We wrześniu 1935 Münzenberg zainicjował spotkania niemieckich emigrantów, by stworzyć front antyhitlerowski. Emigranci z kręgów komunistycznych, socjaldemokratycznych i burżuazyjnych zaczęli się spotykać w paryskim Hotelu Lutetia (Boulevard Raspail 51), tworząc tzw. Krąg Lutetia (niem. Lutetia-Kreis), który miał za zadanie przygotowanie niemieckiego frontu ludowego. Münzenberg był zwolennikiem ponadpartyjnej polityki pojednania w obliczu zagrożenia hitlerowskiego. W lutym 1936, z inicjatywy Heinricha Manna i socjaldemokraty Maxa Brauna odbyła się w Hotelu Lutetia pierwsza większa konferencja niemieckiego Frontu Narodowego, w której uczestniczyło 118 osób. Współpraca między komunistami a demokratami nie układała się – budowa frontu jedności zakończyła się niepowodzeniem (1938).
Münzenberg koncentrował się wówczas także na pomocy dla Hiszpanii – w szeregi armii Franco wysłał w roli dziennikarza Arthura Koestlera, a następnie opublikował raport Menschenopfert unerhört. Wraz z zachodnimi oddziałami Frontu Ludowego skupował używaną broń i rekrutował ochotników do walki o demokrację w Hiszpanii.
W 1938 Münzenberg założył wraz Arthurem Koestlerem pismo „Die Zukunft”. Do pierwszego numeru tekst napisał m.in. Heinrich Mann. Dla pisma pisali ponadto Lion Feuchtwanger, Oskar Maria Graf, Alfred Döblin i Tomasz Mann. W dziesiątym numerze pisma z marca 1939 Münzenberg zamieścił artykuł Alles für die Einheit, w którym wezwał do budowy frontu jedności przeciwko faszyzmowi. „Die Zukunft” publikowane było przez kolejne wydawnictwo Münzenberga pn. Sebastian Brant-Verlag, które zajmowało się wydawaniem literatury anty-faszystowskiej, m.in. Janko, der Junge aus Mexiko pióra Ruth Rewald i Unter Freiheitsfahnen Kurta Kerstena.

### Stosunki z KPD i Kominternem
Od 1924 Münzenberg był członkiem komitetu centralnego KPD, a także posłem do Reichstagu z okręgu Frankfurt-Hanau. Kierował również zachodnim wydziałem propagandy Kominternu, przez co pozostawał relatywnie niezależny od KPD. Samodzielnie zakładał oddziały Pomocy Robotniczej za granicą, m.in. w Belgii, Francji, Austrii i Wielkiej Brytanii. Jego niezależność spotkała się z wrogością ze strony polityków KPD Waltera Ulbrichta i Wilhelma Piecka. Brak kontroli KPD nad działalnością Münzenberga krytykowała również Ruth Fischer. Münzenberg krytykowany był również przez socjaldemokratów, m.in. przez polityka Socjaldemokratycznej Partii Austrii (niem. Sozialdemokratische Partei Österreichs, SPÖ) Friedricha Adlera, który zarzucał, że Pomoc stała się narzędziem dyplomatycznym w służbie ZSRR i komunistyczną tubą propagandową. Pomoc funkcjonowała najpierw z namaszczenia Lenina, potem rządu sowieckiego, Kominternu i związków zawodowych – Münzenberg, w odpowiedzi na płynące zarzuty powoływał się na mandat Kominternu.
W 1936 Münzenberg poddał ostrożnej krytyce moskiewski proces przeciwko trockistowsko-zinowjewowskiemu zjednoczonemu centrum (jeden z wielu przeprowadzanych w ramach „wielkiej czystki” Józefa Stalina), w wyniku którego Grigorija Zinowjewa i Lwa Kamieniewa skazano na karę śmierci. W odpowiedzi został niezwłocznie wezwany do Moskwy, unikał jednak tej podróży pomimo wielokrotnych namów Waltera Ulbrichta.

Do wiosny 1937 Münzenberg pracował dla komisji Frontu Ludowego (niem. Volksfront-Ausschuss), gdzie w maju 1937 został zastąpiony przez Waltera Ulbrichta i Paula Merkera. 2 sierpnia 1937 Pieck w piśmie do Georgiego Dimitrowa – generalnego sekretarza Kominternu – napisał, że po skonsultowaniu się z dwoma członkami KC Philipem Denglem i Wilhelmem Florinem, a także z austriackim działaczem organizacji Rote Hilfe Gezą Reitmannem (alias Franzem Kunertem) i z niemieckim kierownikiem działu kadr Kominternu Georgiem Brückmannem (alias Albertem Müllerem), zaproponuje sekretariatowi Kominternu, by 

Willi Münzenberg, należący do komitetu centralnego KPD, został wykluczony z partii, jeśli ponownie wezwany, nie stawi się w Moskwie do 15 sierpnia.

W 1937 Walter Ulbricht zarzucił Münzenbergowi trockizm – Münzenberg był przez dłuższy czas poddany obserwacji przez służby bezpieczeństwa. W 1938 został wykluczony z KPD – wykluczenie nie odbyło się jednak zgodnie ze statutem partyjnym, tzn. na zjeździe komitetu centralnego i większością głosów. Jako powód usunięcia Münzenberga z KDP podano brak dyscypliny partyjnej. Dokładna data wykluczenia Münzenberga nie jest znana – w aktach Wilhelma Piecka podawany jest 21 marca 1938, natomiast w tekście decyzji (istniejącej w dwóch różnych wersjach) widnieje 14 maja 1938. Sama decyzja komitetu centralnego o usunięciu Münzenberga z partii ukazała się 22 maja 1938 w piśmie Deutsche Volkszeitung nr 21 – nie pokrywa się jednak z tekstem z połowy maja zaaprobowanym przez niemiecką komisję Kominternu z 14 maja 1938, lecz z marcowym tekstem oznaczonym jako Entwurf/4 Expl. Sam Münzenberg ogłosił w marcu 1939, że opuszcza KPD i zrywa z aparatem partyjnym, lecz nie z komunizmem – jego decyzja została ogłoszona drukiem 10 marca 1939 r. na łamach wydawanego przez niego tygodnika „Die Zukunft”.

Jesienią 1937 Dimitrow otrzymał bezpośrednie polecenie od Stalina, by sprowadzić Münzenberga do Moskwy. Stalin miał powiedzieć: 

Münzenberg jest trockistą. Kiedy przyjedzie, aresztujemy go natychmiast. Spróbuj go tu sprowadzić.

 Pomimo wielu wezwań Dymitrowa, Münzenberg, w obawie o własne życie, nie pojechał do Moskwy.
W 1939 Münzenberg współpracował z partią Przyjaciele Jedności Socjalistycznej (niem. Freunde der sozialistischen Einheit), która próbowała zbudować struktury niezależne od Kominternu.
Po podpisaniu paktu Ribbentrop-Mołotow 23 sierpnia 1939, Münzenberg opublikował krytyczny tekst w „Die Zukunft” (28 sierpnia 1939), w którym argumentował, że pakt jest zdradą ideałów walki z faszyzmem i wezwał do obrony wolności zarówno przed polityką Adolfa Hitlera jak i Stalina. Odtąd często atakował rząd sowiecki, m.in. w związku z „wielką czystką” – w styczniu 1940 napisał list otwarty do Stalina na temat eliminacji starej gwardii bolszewickiej.

### Śmierć
Po wejściu Wehrmachtu do Beneluxu 10 maja 1940, Münzenberg – jako obywatel niemiecki – został internowany i przewieziony z Paryża do obozu Chambaran na południowy wschód od Lyonu. Internowani zdołali przekonać komendanta obozu do ewakuacji z zagrożonego wejściem nazistów obszaru Plateau de Chambarand. Podczas marszu, 21 maja 1940 Münzenberg oddalił się od kolumny w okolicach Charmes z prawdopodobnym zamiarem przedostania się do Marsylii a stamtąd do Afryki północnej. 17 października 1940 znaleziono go powieszonego w lesie koło Le Caugnet. Śmierć nastąpiła najprawdopodobniej pomiędzy 21 a 22 czerwca 1940. W oficjalnym raporcie policji uznano, że Münzenberg został zamordowany przez włóczęgę. Jednak wielu emigrantów z otoczenia Münzenberga (m.in. Babette Gross) uważało, że mordu dokonali agenci NKWD. Powojenne śledztwo nie przyniosło rozstrzygających rezultatów. Choć nie można do końca wykluczyć samobójstwa, do dziś nie wiadomo, czy Münzenberg został zamordowany przez gestapo, czy przez służby sowieckie.

## Rola Münzenberga w KPD
Münzenberg odegrał ważną rolę dla sukcesów KPD w okresie Republiki Weimarskiej. Poprzez prywatnie wydawane artykuły prasowe skuteczniej docierał do szerokich mas, niż poprzez partyjne teksty KPD. Artykuły te trzymały linię partyjną, lecz ich wymowa były bliższa odbiorcy. Teksty publikowane przez Münzenberga były mniej teoretyczne i doktrynerskie niż te bezpośrednio wydawane przez KPD.

Ponadto Münzenberg skupiał swoją działalność propagandową na inteligencji, powołując do życia wiele organizacji pomocowych wspierających ZSRR i międzynarodówkę komunistyczną. Margarete Buber-Neumann (siostra Babette Gross) wspominała, że: 

…Münzenberg, jako pierwszy komunista zrozumiał, jaką władzę reprezentują intelektualiści sympatyzujący z partią komunistyczną. Stąd skierował swoją działalność propagandową właśnie na tę grupę odbiorców. Zrezygnował z doktrynerskich metod przywódców partyjnych, znajdując właściwe sformułowania i odpowiednie metody, aby zebrać z peryferii partyjnych intelektualistów sympatyzujących z partią komunistyczną.

## Publikacje
- Willi Münzenberg: Die dritte Front. Aufzeichnungen aus 15 Jahren proletarischer Jugendbewegung. Berlin: Neuer Deutscher Verlag, 1930. (niem.). Brak numerów stron w książce
- Willi Münzenberg: Propaganda als Waffe. Paryż: Carrefour, 1937. (niem.). Brak numerów stron w książce